# Жовківський округ
Жовківський округ — адміністративна одиниця Королівства Галичини та Володомирії у складі Габсбурзької монархії (з 1804 року Австрійської імперії).

## Історія

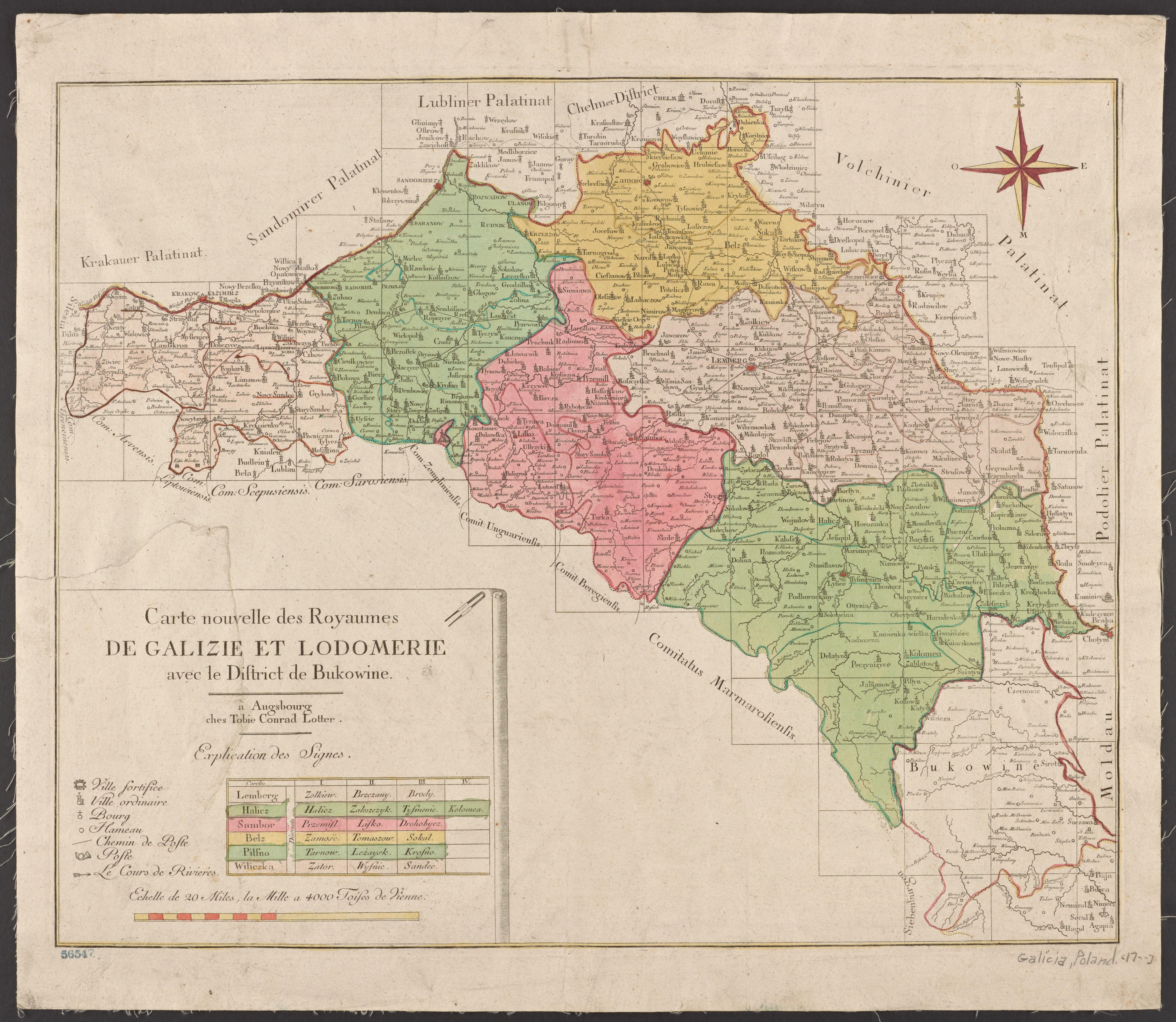
Адміністративний поділ Королівства Галичини та Володимирії у 1777—1782 роках

Жовківський округ створений 1782 року. Існував до 1867 року, коли було скасовано округи і залишено лише повітовий адміністративний поділ (повіти виділені у складі округів у 1854 році).

## Устрій
У Жовківському окрузі було 4 міста, 17 містечок та 267 сіл.
До 1867 року було 10 повітів зі адміністративним центрами у Жовкві, Куликові, Великий Мостах, Раві, Угнові, Сокалі, Белзі, Немирові, Цешанові, Любачові.
Після адміністративної реформи (скасування округів) кількість повітів було скорочено.